# Teoretyczny kurs otwarcia
Teoretyczny kurs otwarcia (TKO) – kurs instrumentu finansowego obliczany w fazie przed rozpoczęciem lub w trakcie równoważenia sesji giełdowej. TKO obrazuje zachowanie Popytu i Podaży na instrument finansowy w chwili jego obliczania i ma na celu ukazanie po jakim kursie transakcyjnym zostałyby zawarte transakcje, gdyby w tym momencie instrument finansowy przeszedł do fazy transakcyjnej. Teoretyczny kurs otwarcia ustalany jest osobno dla każdego instrumentu finansowego notowanego na danej giełdzie. Obliczeń dokonuje się po każdym złożeniu, modyfikacji lub anulowaniu zlecenia maklerskiego. W momencie przejścia do fazy notowań ciągłych lub fixingu teoretyczny kurs otwarcia staje się kursem odniesienia dla danej fazy sesji giełdowej.